# Catastrophe malthusienne
Une catastrophe malthusienne désigne un effondrement démographique qui suit une croissance exponentielle de la population. Cette baisse drastique de la population est due à l'épuisement des ressources consécutif à cette croissance et/ou à la pollution engendrée (par extension).

## Explication
En 1798, Thomas Malthus remarque que les populations vivantes tendent à avoir une croissance géométrique (ou exponentielle : la population double à intervalles donnés) alors que les ressources semblent ne pouvoir croître que de façon arithmétique (ou linéaire : chaque doublement demande un temps double du précédent). Du fait que toute croissance géométrique, aussi lente soit elle, finit toujours par dépasser toute croissance arithmétique, aussi rapide soit-elle, il déduit qu'une catastrophe démographique est inévitable à moins d'empêcher la population de croître.
Ainsi, à un taux de croissance annuel de seulement 1 %, une population initiale d'un seul couple donne naissance à plus de 40 000 descendants en un millénaire, à près d'un milliard de descendants en deux millénaires, et à près de 20 000 milliards d'individus en seulement trois millénaires.

## Chez l'animal
Des catastrophes malthusiennes ont déjà été observées et étudiées dans des populations animales. Ainsi, en 1944, 29 rennes ont été introduits sur l'île Saint-Matthieu en mer de Béring. En l'absence de prédateur et en présence de ressources alimentaires abondantes, la population a explosé, atteignant 6 000 individus à l'été 1963, soit une croissance de 30 % par an. Six mois plus tard, toute la population excepté 42 femelles était morte de faim et la végétation gravement et durablement dégradée.

## Dans différentes sociétés humaines
Selon les contradicteurs de cette théorie, les expériences menées sur des populations animales fonctionnent avec une production constante puisque les animaux (sauf les humains et quelques espèces d'animaux eusociaux telles les fourmis) ne font pas augmenter la production de leur territoire. Actuellement, l'humanité augmentant constamment sa production agricole, la situation est différente. Malthus considérait que la production augmente selon une fonction racine carré par rapport à la population, donc que la productivité croit moins vite que la population. Depuis le début de l'ère industrielle, la productivité des systèmes agricoles a suivi l'augmentation de la population.[réf. nécessaire]
Toutefois :
- L'aspect semi-désertique de la région qu'on continue d'appeler le croissant fertile est aujourd'hui considéré en partie comme la conséquence d'une catastrophe malthusienne[3][réf. à confirmer].
- Jared Diamond considère[4] que la population de l'île de Pâques a subi une catastrophe malthusienne peu de temps avant sa découverte par les Occidentaux, thèse qui a depuis été remise en question[source insuffisante].
- Certains auteurs considèrent[4],[5] que les génocides des années 1990 dans la région des grands lacs africains sont la manifestation d'une catastrophe malthusienne.
- Selon certains auteurs, le monde contemporain serait sur le point de vivre une catastrophe malthusienne d'envergure planétaire sous l'effet combiné de l'épuisement des énergies fossiles, des métaux (ex. : terres rares), de l'effondrement bio-diversitaire, de la stérilisation des sols et du changement climatique. Les ressources naturelles (terres arables incluses) sont limitées et non renouvelables, pour la plupart d'entre elles[6].

## Analyse
Certains observateurs des sociétés humaines estiment que la notion de capacité d'accueil doit être appliquée également aux populations humaines, et qu'une croissance incontrôlée de la population humaine pourrait entraîner une catastrophe malthusienne où le nombre croissant d'humains (dans une zone ou sur la Terre) viendrait à dépasser largement ladite capacité d'accueil. Ainsi, selon le World Wildlife Fund, dans un rapport daté de 2006 fondé sur la notion d'empreinte écologique, les ressources biologiques de la planète sont exploitées à 25 % au-delà de leur capacité de renouvellement.